# George White (żużlowiec)
George White (ur. 24 maja 1931 w Dalston, zm. 30 grudnia 2017) – brytyjski żużlowiec.

## Życiorys
Srebrny medalista drużynowych mistrzostw świata (Göteborg 1960). Dwukrotny uczestnik finałów indywidualnych mistrzostw świata (Londyn 1957 – XIII miejsce, Londyn 1959 – VIII miejsce).